# デイビッド・アラン・ローソン
デイビッド・アラン・ローソン（英語: David Alan Lawson）は、オーストラリアの商務担当外交官。オーストラリア国立大学（ANU）、アデレード大学、オーストラリア経営者協会出身。仙台、サンフランシスコ、札幌、横浜、ウランバートル、東京での在外勤務などを経て、2016年12月から2020年12月にかけて在大阪オーストラリア総領事を務めた。

## 経歴
- 1997年: オーストラリア貿易促進庁（Austrade、現・オーストラリア貿易投資促進庁）に入庁[1][2][3]。
- 1997年 - 2001年: 在仙台領事館で領事兼トレード・コミッショナー[3]。
- 2001年 - 2005年: 南オーストラリア州アデレードでオーストラリア貿易促進庁のトレード・コミッショナー[2][3]。
- 2005年 - 2009年: 在サンフランシスコ総領事館で総領事兼トレード・コミッショナー[2][3]。
- 2010年: オーストラリア貿易促進庁本部、札幌に赴任。同年11月、横浜でアジア太平洋経済協力（APEC）調整官に着任[2][3]。
- 2011年: 在ウランバートルオーストラリア総領事館開設のため、ウランバートルに赴任[1][2][3]。
- 2012年 - 2013年: 初代在ウランバートル総領事兼トレード・コミッショナー[1][2][3]。
- 2013年 - 2014年: オーストラリア貿易促進庁のニューサウスウェールズ州及び首都特別地域担当ディレクター[2][3]。
- 2015年 - 2016年: 駐日大使館で商務担当参事官として、サービス・テクノロジー分野及び主要スポーツイベント部門を担当[2][3]。
- 2016年12月 - 2020年12月: 在大阪総領事[2][3]。ラファエル・アパリシオ在神戸パナマ総領事の離任後は、関西領事団長を兼任[4]。